# Épair
L’épair (look-through, en anglais), en papeterie, est l'aspect de la structure d'une feuille de papier observée en lumière diffuse par transparence, par exemple, devant une source de lumière. C'est une indication de la structure de la feuille.

## Caractéristiques
On dit que l'épair est fondu lorsque la surface et l'opacité sont régulières et homogènes ; dans le cas contraire, si les fibres ne sont pas réparties de manière homogène, on parle d'un épair persillé ou nuageux. L'homogénéité de l'épair fondu est un signe de qualité du papier.
L'examen attentif de l'épair est utilisé pour la comparaison et l'identification des papiers, notamment en criminalistique ou dans l'étude de la genèse des œuvres littéraires par l'examen des manuscrits.